# De Impura Natione
De Impura Natione. El valencianisme, un joc de poder es un ensayo de Damià Mollà y Eduard Mira de 1986. Recibió en 1986 el Premio Octubre de Ensayo. 
La obra revisa los postulados fusterianos, y es un importante punto de partida de la conocida como Tercera Vía del nacionalismo valenciano.